# Coliseo Rebekah Colberg Cabrera
Il Coliseo Rebekah Colberg Cabrera è una delle più grandi arene coperte di Cabo Rojo, Porto Rico.